# Opération Lindbergh
Pour les articles homonymes, voir Lindbergh (homonymie).
 (septembre 2014).
L'opération Lindbergh est une opération de téléchirurgie réalisée, avec succès, par une équipe chirurgicale située à New York sur une patiente se trouvant dans un service des Hôpitaux universitaires de Strasbourg, le 7 septembre 2001. Elle a été baptisée du nom de l'aviateur Charles Lindbergh qui a effectué la première traversée de l'Atlantique sans escale entre New York et Paris à bord du Spirit of St. Louis.

## Description
C'est la première fois dans l'histoire de la chirurgie que les délais de transmission liés à la distance sont maîtrisés afin de rendre possible une telle opération. Pour ce faire, la chirurgie mini-invasive s'est associée aux services de télécommunications à haut débit et à la robotique chirurgicale de pointe.
Le professeur Jacques Marescaux des hôpitaux universitaires de Strasbourg, et son équipe de l'Institut de recherche contre les cancers de l'appareil digestif (IRCAD), ont opéré depuis New York une patiente située à Strasbourg. Cette opération, à des milliers de kilomètres de distance, marque l'aboutissement d'un étroit partenariat entre les équipes de l'IRCAD, le groupe France télécom et Computer Motion, entreprise de robotique chirurgicale. C'est la maîtrise des délais de transmission liés à la distance qui a rendu possible une telle intervention.
L'opération, qui a duré 45 minutes, a consisté en une ablation de la vésicule biliaire (cholecystectomie) d'une patiente se trouvant dans le service de chirurgie A sur le site de l'Hôpital civil à Strasbourg. Le chirurgien, situé à New York, a manipulé pour cela les bras d'un système robotisé, nommé Zeus, conçu par Computer Motion, opérant la patiente. La liaison entre le robot et le chirurgien était assurée par un service à haut débit sur fibre optique mis en place par France télécom.

Commentant ce succès, le professeur Marescaux a déclaré : 
« La démonstration de la faisabilité en toute sécurité d'un acte chirurgical à distance, et notamment cette première opération transatlantique, constitue à mon sens la troisième révolution chirurgicale à laquelle nous sommes confrontés depuis 10 ans : - la première a été l'avènement de la chirurgie mini-invasive permettant de réaliser l'acte chirurgical guidé par l'introduction d'une caméra sans avoir recours à une ouverture de l'abdomen ou du thorax. - la deuxième a été l'arrivée de la chirurgie assistée par ordinateur qui, par l'intelligence artificielle qu'elle apporte au chirurgien, sécurise le geste opératoire, le rend plus précis, tandis qu'elle introduit le concept de distanciation entre le chirurgien et son patient. - il n'y avait qu'un pas pour imaginer que cette distanciation, actuellement de quelques mètres dans le bloc opératoire, pourrait être de plusieurs milliers de kilomètres : c'est ce que nous venons de démontrer grâce aux prouesses technologiques (…) ayant mis au point le robot digital adéquat, et (…) utilisant un système à haut débit et une compression optimale, (pour) diminuer les délais entre la commande du geste et son retour sur le moniteur, devenant quasiment imperceptibles pour l'œil humain.

La démonstration de la faisabilité de cette opération transatlantique, appelée “Opération Lindbergh”, est un symbole fort, aboutissant au concept de mondialisation du partage du geste chirurgical laissant imaginer que tout chirurgien expert pourra participer à une opération chirurgicale se déroulant n'importe où sur le globe. »